# Jacob Sarratt
Jacob Henry Sarratt (Londra?, 1772 – Londra, 6 novembre 1819) è stato uno scacchista inglese.
Di professione maestro elementare, era un assiduo frequentatori dei circoli di scacchi londinesi, in particolare della Salopian Coffee House a Charing Cross. Fu probabilmente l'italiano Verdoni  che lo portò a diventare un ammiratore dello stile di gioco italiano, in contrapposizione a quello più posizionale di Philidor.
Essendo note pochissime sue partite, non si conosce la sua vera forza di gioco, ma il suo allievo William Lewis, uno dei più forti giocatori inglesi della prima metà dell'Ottocento, lo considerava "uno dei più sottili giocatori della sua epoca".
È noto soprattutto come scrittore di trattati di scacchi, che ebbero larga diffusione e contribuirono allo sviluppo del movimento scacchistico in Inghilterra nell'Ottocento. Nel suo primo trattato, The Works of Damiano, Ruy Lopez and Salvio (Londra, 1813), parla anche di Pietro Carrera, identificandolo come l'ideatore della difesa Siciliana e coniando quindi tale nome per questa apertura, in quell'epoca assai raramente adottata.
Nel 1817 pubblicò il libro The Works of Gianutio and Gustavus Selenus, traduzione inglese delle opere di Orazio Gianuzio della Mantia e di Gustavo Seleno, pseudonimo di Augusto di Brunswick-Lüneburg, e nel 1820 il Treatise on the game of Chess, in due volumi. In tutti i suoi libri si firmava "J.H. Sarratt, Professor of Chess".
Prende il suo nome l'apertura   1.d4 d5 2.Af4 , chiamata "apertura Sarratt" o "attacco Sarratt".
Gli è intitolata anche una variante del gambetto scozzese:  1.e4 e5 2.Cf3 Cc6 3.d4 exd4 4.Ac4 Ac5 5.Cg5 Ch6 6.Cxf7 